# Mount Edgecombe Trophy
De Mount Edgecombe Trophy  was een van de grotere golftoernooien van de Zuid-Afrikaanse Sunshine Tour. Het werd gespeeld op de Mount Edgecombe Country Club bij Durban.
De eerste editie was in februari 1993 en werd gewonnen door Mark Murless nadat hij Darren Fichardt in een play-off had verslagen. Er deden enkele buitenlanders mee, Vijay Singh eindigde op de 3de plaats en André Bossert op de 5de plaats.

## Winnaars
| Jaar                            | Winnaar                | Score                  | Score                  | Eerste prijs           | Info                          |                        |
| Mount Edgecombe Trophy          | Mount Edgecombe Trophy | Mount Edgecombe Trophy | Mount Edgecombe Trophy | Mount Edgecombe Trophy | Mount Edgecombe Trophy        | Mount Edgecombe Trophy |
| ------------------------------- | ---------------------- | ---------------------- | ---------------------- | ---------------------- | ----------------------------- | ---------------------- |
| 1993                            | Retief Goosen          | 279                    | -9                     | R 71.100               | Uitslag                       |                        |
| Autopage Mount Edgecombe Trophy |                        |                        |                        |                        |                               |                        |
| 1994                            | Bruce Vaughan          | 275                    | -13                    | R 79.000               | Uitslag, Ruud Bos werd 41ste; |                        |
| Mount Edgecombe Trophy          |                        |                        |                        |                        |                               |                        |
| 2007                            | Steve van Vuuren       | 276                    | -12                    | R 78.500               | Uitslag                       |                        |
| 2008                            | Mark Murless po        | 275                    | -13                    | R 79.250               | Uitslag[dode link], Foto      |                        |